# 渡部雄大
渡部 雄大（わたなべ たけひろ、2002年9月4日 - ）は、ジャパンラグビーリーグワンのマツダスカイアクティブズ広島に所属しているラグビーユニオン選手。

## 経歴
2018年、新田高等学校（愛媛県松山市）に入学。高1・高3で花園（全国高等学校ラグビーフットボール大会）に先発センターで出場した。
2021年、朝日大学に進学。1年次から大学選手権に先発センターで出場。
2025年4月10日、ジャパンラグビーリーグワンのマツダスカイアクティブズ広島への加入を発表した。